# Coppa di Germania 2024-2025 (pallavolo femminile)
La Coppa di Germania 2024-2025, 35ª edizione della coppa nazionale femminile di pallavolo, si è svolta dal 27 ottobre 2024 al 2 marzo 2025: al torneo hanno partecipato diciassette squadre di club tedesche femminili e la vittoria finale è andata per la settima volta al Dresdner.

## Formula
La formula ha previsto primo turno, ottavi di finale, quarti di finale, semifinali e finale.

## Squadre partecipanti
- BBSC
- Dresdner
- Emlichheim
- Erfurt
- Flacht
- Köln
- MTV Stoccarda
- Markkleeberg
- Münster

- Potsdam
- PTSV Aachen
- Schweriner
- Stralsund
- Suhl
- Vilsbiburg
- Wiesbaden
- Wiesbaden II

## Torneo

### Tabellone
|  | Ottavi di finale | Ottavi di finale |  |  | Quarti di finale | Quarti di finale |             |   | Semifinali | Semifinali |         |   | Finale | Finale |  |
|  |                  |                  |  |  |                  |                  |             |   |            |            |         |   |        |        |  |
|  | BBSC             | 0                |  |  |                  |                  |             |   |            |            |         |   |        |        |  |
|  | Potsdam          | 3                |  |  | Potsdam          | 3                |             |   |            |            |         |   |        |        |  |
|  | Flacht           | 0                |  |  | MTV Stoccarda    | 1                |             |   |            |            |         |   |        |        |  |
|  | MTV Stoccarda    | 3                |  |  |                  |                  |             |   | Potsdam    | 2          |         |   |        |        |  |
|  | Wiesbaden II     | 0                |  |  |                  |                  | Dresdner    | 3 |            |            |         |   |        |        |  |
|  | Dresdner         | 3                |  |  | Dresdner         | 3                |             |   |            |            |         |   |        |        |  |
|  | Suhl             | 3                |  |  | Suhl             | 0                |             |   |            |            |         |   |        |        |  |
|  | Schweriner       | 2                |  |  |                  |                  |             |   | Dresdner   | 3          |         |   |        |        |  |
|  | Vilsbiburg       | 1                |  |  |                  |                  |             |   |            |            | Münster | 0 |        |        |  |
|  | Münster          | 3                |  |  | Münster          | 3                |             |   |            |            |         |   |        |        |  |
|  | Emlichheim       | 0                |  |  | Wiesbaden        | 1                |             |   |            |            |         |   |        |        |  |
|  | Wiesbaden        | 3                |  |  |                  |                  |             |   | Münster    | 3          |         |   |        |        |  |
|  | Markkleeberg     | 0                |  |  |                  |                  | PTSV Aachen | 0 |            |            |         |   |        |        |  |
|  | PTSV Aachen      | 3                |  |  | PTSV Aachen      | 3                |             |   |            |            |         |   |        |        |  |
|  | Köln             | 1                |  |  | Erfurt           | 0                |             |   |            |            |         |   |        |        |  |
|  | Erfurt           | 3                |  |  |                  |                  |             |   |            |            |         |   |        |        |  |

### Risultati

#### Primo turno
| 27 ottobre 2024 Vechtetalhalle, Emlichheim Durata: 1h:43 - Spettatori: 209 | Emlichheim | 3 - 1 | Stralsund | 25-20, 25-23, 24-26, 25-11 |

#### Ottavi di finale
| 10 novembre 2024 Sporthalle Am 2. Ring, Wiesbaden Durata: 0h:59 - Spettatori: 164           | Wiesbaden II | 0 - 3 | Dresdner      | 18-25, 10-25, 10-25              |
| 9 novembre 2024 Heckengäusporthalle, Weissach Durata: 1h:04 - Spettatori: 433               | Flacht       | 0 - 3 | MTV Stoccarda | 10-25, 14-25, 18-25              |
| 9 novembre 2024 Neuseenlandhalle, Markkleeberg Durata: 1h:09 - Spettatori: 370              | Markkleeberg | 0 - 3 | PTSV Aachen   | 25-27, 14-25, 15-25              |
| 9 novembre 2024 Ballsporthalle, Vilsbiburg Durata: 1h:29 - Spettatori: 639                  | Vilsbiburg   | 1 - 3 | Münster       | 19-25, 15-25, 25-21, 18-25       |
| 10 novembre 2024 Deutsche Sporthochschule Halle 22, Colonia Durata: 1h:39 - Spettatori: 300 | Köln         | 1 - 3 | Erfurt        | 18-25, 16-25, 25-15, 22-25       |
| 9 novembre 2024 Sporthalle Hämmerlingstraße, Berlino Durata: 1h:01 - Spettatori: 250        | BBSC         | 0 - 3 | Potsdam       | 18-25, 19-25, 21-25              |
| 10 novembre 2024 Vechtetalhalle, Emlichheim Durata: 1h:04 - Spettatori: 625                 | Emlichheim   | 0 - 3 | Wiesbaden     | 18-25, 8-25, 18-25               |
| 9 novembre 2024 Sporthalle Wolfsgrube, Suhl Durata: 2h:28 - Spettatori: 937                 | Suhl         | 3 - 2 | Schweriner    | 25-22, 31-33, 25-22, 21-25, 15-9 |

#### Quarti di finale
| 23 novembre 2024 Sporthalle Berg Fidel, Münster Durata: 1h:38 - Spettatori: 903           | Münster     | 3 - 1 | Wiesbaden     | 23-25, 25-15, 25-16, 26-24 |
| 22 novembre 2024 MBS Arena Potsdam, Potsdam Durata: 1h:28 - Spettatori: 912               | Potsdam     | 3 - 1 | MTV Stoccarda | 25-16, 21-25, 25-11, 25-19 |
| 23 novembre 2024 Margon Arena, Dresda Durata: 1h:23 - Spettatori: 2 473                   | Dresdner    | 3 - 0 | Suhl          | 28-26, 25-22, 25-18        |
| 23 novembre 2024 Sporthalle Neuköllner Straße, Aquisgrana Durata: 1h:10 - Spettatori: 693 | PTSV Aachen | 3 - 0 | Erfurt        | 27-25, 25-16, 25-17        |

#### Semifinali
| 18 dicembre 2024 MBS Arena Potsdam, Potsdam Durata: 2h:06 - Spettatori: 1 466     | Potsdam | 2 - 3 | Dresdner    | 25-21, 21-25, 25-23, 22-25, 11-15 |
| 17 dicembre 2024 Sporthalle Berg Fidel, Münster Durata: 1h:13 - Spettatori: 2 800 | Münster | 3 - 0 | PTSV Aachen | 25-16, 25-20, 27-25               |

#### Finale
| 2 marzo 2025 SAP Arena, Mannheim Durata: 1h:18 - Spettatori: 10 267 | Dresdner | 3 - 0 | Münster | 26-24, 25-12, 25-20 |